# Eupithecia conjunctiva
Eupitecia conjunctiva es una especie de polilla de la familia Geometridae. La especie fue descrita por primera vez por George Hampson en 1895 y se puede encontrar en Pakistán e India. El holotipo de la especie fue descrita en los alrededores de Dharamsala. Se ha descrito a altitudes entre 1100 a 3000 metros (3608,9 a 9842,5 pies). Es una de varias especies de Asia que pertenecen al grupo de especies lariciata.

## Descripción
Es una polilla gris rojiza, de tamaño mediano con una envergadura de 24 milímetros (0,9 plg). El ala anterior cuenta con una línea antemedial muy angulada en la celda con respecto a la mancha discocelular, luego se vuelve sinuosa hacia el margen interno. Tiene una línea medial en ángulo hacia afuera más allá del penacho de escamas y hacia adentro en el nervio mediano casi hasta la línea antemedial.: Notas 1  Por su parte, la línea posmedial es angulada en la vena 6,: Notas 1  luego se torna recta y oblicua casi hasta el margen interno, y unida a la línea antemedial por una raya negra en el espacio intermedio interno. El ala trasera cuenta con leves rastros de líneas onduladas. Tiene una línea posmedial recta doble, ligeramente angulada en la vena 6.: Notas 1 